# Termitaxis holmgreni
Termitaxis holmgreni is een keversoort uit de familie bladsprietkevers (Scarabaeidae). De wetenschappelijke naam van de soort is voor het eerst geldig gepubliceerd in 1970 door Krikken.